# بارون (ماکو)
بارون یک منطقهٔ مسکونی در ایران است که در دهستان قلعه دره سی واقع شده‌است. براساس سرشماری مرکز آمار ایران در سال ۱۳۹۵، بارون ۱۹۸ نفر جمعیت دارد.